# 人生もっと満喫アワー トキめけ!ウィークワンダー
『人生もっと満喫アワー トキめけ!ウィークワンダー』（じんせい - まんきつ - ）は、2008年10月17日から2009年2月6日までフジテレビ系列（一部地域を除く）で毎週金曜日19:00 - 19:57（JST）に放送されていたバラエティ番組である。司会はみのもんた。ハイビジョン制作。

## 概要
芸能人が毎回様々なジャンルの最新情報や、実生活で役立つ知識などを紹介するバラエティ番組。番組内では話題のスポットに出向いたり一般視聴者と共にロケを行なう事を「おでかけカルチャー」と称している。
開始当初は料理や世代別アンケートなど主婦向けの企画が多かったが、芸能人が限定グルメや観光地に出向いたり、スタジオ収録を行なわず全編ロケ映像を放送するなどのテコ入れが行なわれた。
2009年2月6日の放送を以って打ち切りが決定した。この番組の終了により『ザ・ジャッジEX』から5年間続いたみの司会の金曜19:00枠のバラエティ番組は終了。その前身の『ザ・ジャッジ』も含め、みのもんた司会によるフジテレビのレギュラー番組は8年間の歴史に幕を閉じた。

## 出演者
司会
- みのもんた

スタジオコメンテーター・リポーター
- ウエンツ瑛士（WaT）
- エド・はるみ
- 土田晃之
- ヒデ（ペナルティ）
- 高田純次
- 榊原郁恵

## 企画
日帰りスタンプショッピング
外泊旅行が難しい主婦の為に、主婦代表として榊原郁恵を始めとする「奥様連合」が日帰りで満喫できる旅行スケジュールに挑戦する。
輝け!嫁ミシュラン
世代や立場の違いから対立しやすい嫁・姑の争いが起こらないように、嫁世代のタレントが毎回テーマに合った姑との付き合い方を発表。それを姑世代のタレントが審査する。
表料理VS裏料理
エド・はるみが一般視聴者の家に出向き冷蔵庫の残り物で家庭料理を作る、対するプロの料理人はエドの料理の残り物で料理を作り対決する。
健康UPのおでかけカルチャー
ウエンツ瑛士が毎回ある地方へ出向き、その地域の特産品を決められた調理法（ミックスジュースなど）食す。

## スタッフ
- 編成：熊谷　剛
- 広報：小出和人
- 演出：青山速己、井上　充（D:COMPLEX）
- 監修：〆谷浩斗
- 総合演出：木村　剛
- プロデューサー：亀高美智子、永盛健之（D:COMPLEX）
- チーフプロデューサー：宮道治朗
- 制作著作：フジテレビ

## ネット局と放送時間
- 青森放送、金曜9:55~10:55
- テレビ大分

『SMAP×SMAP』の遅れネット放送のため、平日午後に遅れ放送。

## 備考
- 2008年12月12日は当初12月5日のエンディングで放送予定の予告があったものの数日前に「マジック革命!セロ!!」(19:00〜20:54、関西テレビ・東海テレビ・岡山放送は19:57〜)を編成した為急遽番組を休止することとなり、結局次の回に関しては12月19日の2時間SPになった。（その為、21:55に放送している「一攫千金!日本ルー列島」は休止、「金曜プレステージ」の開始時間が21:00に繰り下がりとなった。）